# Шишевски манастир
Шишевски манастир је православни средњовековни манастир у близини села Шишево, Северна Македонија. Налази се високо изнад стене у кањону Матка на десној страни реке Треске.

## Положај
Манастир Свети Никола Шишевски је смештен на својеврсној спљоштеној тераси стене изнад десне обале вештачког језера Матка на реци Треска. Терен је неприступачан за моторна возила, а до њега се може доћи само пешице из три правца: од моста на реци Треска и села Матка (пола сата хода); од села Шишево (1 сат); од врха планине Водно (2 сата и 30 минута). Од града Скопља је удаљен 18 km, а од села Шешево око 3 km. Преко пута манастира и преко самог језера, пружа се предиван поглед на манастир Светог Андреје.

## Историја
Тачан датум изградње манастира Свети Никола није познат. Међутим, постоје докази да је манастир саграђен или обновљен 1345. од стране свештеника Ненада и других ктитора. У једном спису који је нађен у манастиру, записано је да је изградњу помогао Краљевић Марко. Имајући ово у виду, као и чињеницу да је оснивач оближњег манастира преко пута језера посвећеног Светом Андреју био брат краља Марка, Андријаш, може се закључити да Шишевски манастир датира из друге половине 14. века.
Манастир Шишевског Св. Николе је основан у 13. веку, а обнављан у 14. и 17. веку. Остао је запис из 15. века, у једној манастирској књизи, о "грешном Божидару" који се записао у селу Шишево.
Живописао га је 1630. године Калист Кожухар. Када је оближњи манастир Св. Николе у Нуру запустео, многи предмети из њега пренети су у овај. Нови иконостас направио је 1645. године јеромонах Онуфрије. Манастир је запустео 1725. године. Обновљен је почетком 19. века од стране митрополита Варнаве, који ту уређује летњу резиденцију, али је поново запустео крајем истог столећа. Било је то неколико година пре 1891. и то због арнаутске обести. До тада је ту живело седам-осам православних калуђера. Српски писац Петар Кочић је 17. јуна 1905. године у оквиру излета са пријатељима посетио манастир Шишево.
Између два светска рата у селу Шишеву је живела стара угледна муслиманска породица Мемедовић, која има српско порекло као и многе друге. Та породица је била у тесној вези и са древним Шишевским манастиром, који је дуго био у рушевинама. Сулејман Мемедовић је 1926. године биран за председника политичке општине Шишево. Његов отац се својевремено оженио са Српкињом православком, која је код сина Сулејмана, развила наклоност према православним прецима и манастиру Шишеву. Зато је Сулејман од 1906. године био као српски комита учесник бројних борби против Бугара и Турака. Такав човек, иако муслиман сам је и о свом трошку 1926. године обновио стари напуштени манастир Шишево. Поред обновљене манастирске цркве, изградио је он и велике конаке од камена, за калуђере и посетиоце.